# Phrygisches Tal
Das Phrygische Tal (türk.: Frig Vadisi) liegt bei Afyon im Westen der Türkei und erstreckt sich von Döğer (bei İhsaniye) über Alanyurt bis nach Seydiler. Auf der ganzen Strecke sind Tuffsteinkamine (Peri Bacaları), ähnlich wie in Kappadokien zu erkennen.
Man sieht in den Fels gehauene Siedlungen, die noch bis zur byzantinischen Zeit bewohnbar waren. Wohnungen, Klöster, Kirchen und kleine Burgen aus der Frühzeit des Christentums sowie Felsengräber und Straßen aus der phrygischen und hethitischen Zeit. Hier waren Treffpunkte der Emre-Derwische aus der Frühzeit des Islams in Anatolien.
- İsehisar: Spitze Steinformationen (Karakaya und Kırkiler) und Felsengräber aus byzantinischer Zeit.
- Alanyurt
- Ayazini: Antike Stadt Metropolis und alte Felsenkirchen aus der römisch-byzantinischen Zeit, Burg Avdalaz
- Aslantaş und Yılantaş, phrygische Felskammergräber mit Löwendarstellungen. Spuren einer zweispurigen antiken Straße Afyon-Seyitgazi.
- Die phrygische Kultfassade Maltaş
- Das phrygische Kybele-Monument Arslankaya
- Döğer-İhsaniye: Felsensiedlungen Demirli und Bayramaliler Kalisi, Gebäude der Emre-Derwische